# Hotel Kaiserhof (Bernburg)

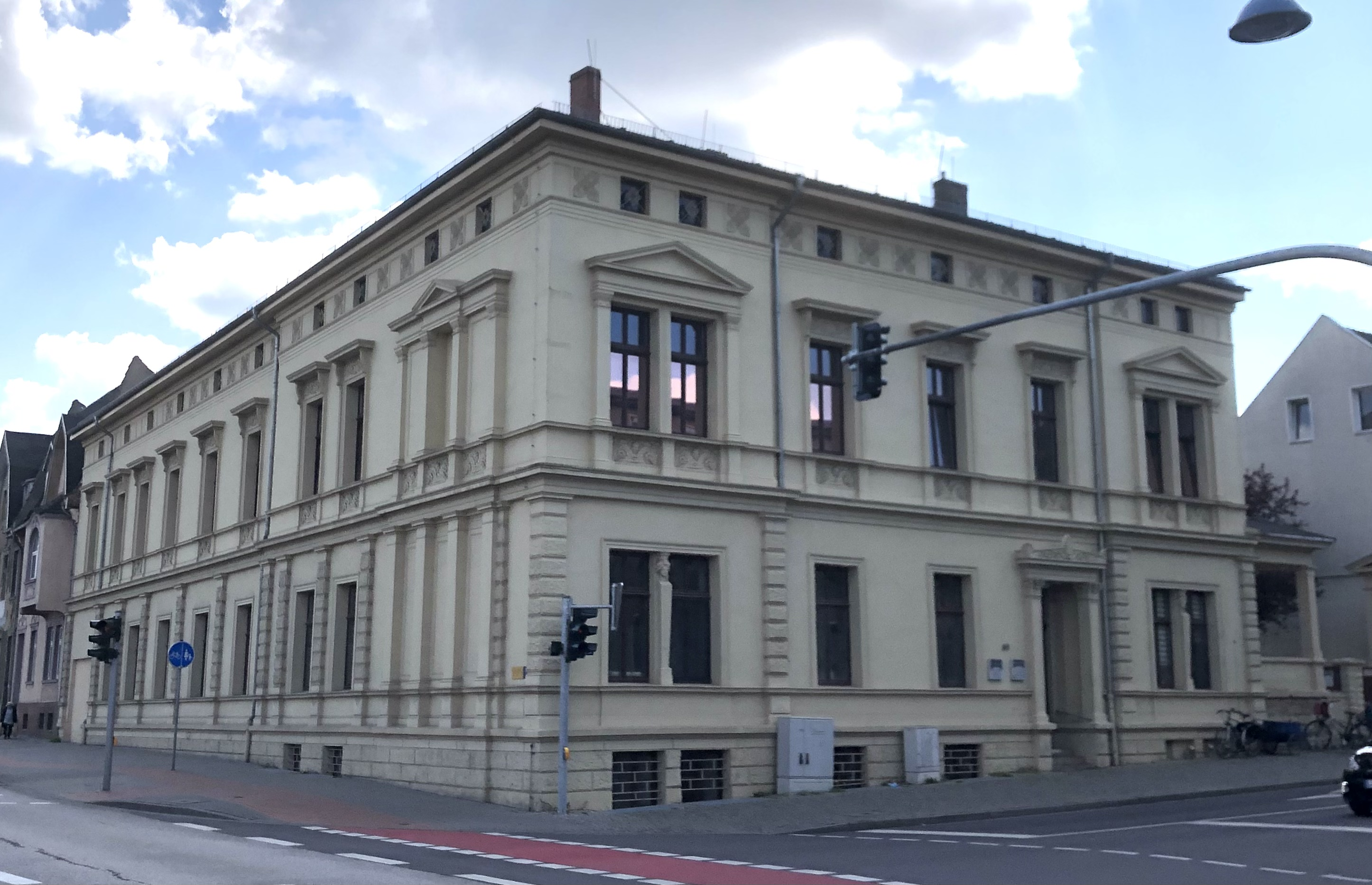
Hotel Kaiserhof, 2022

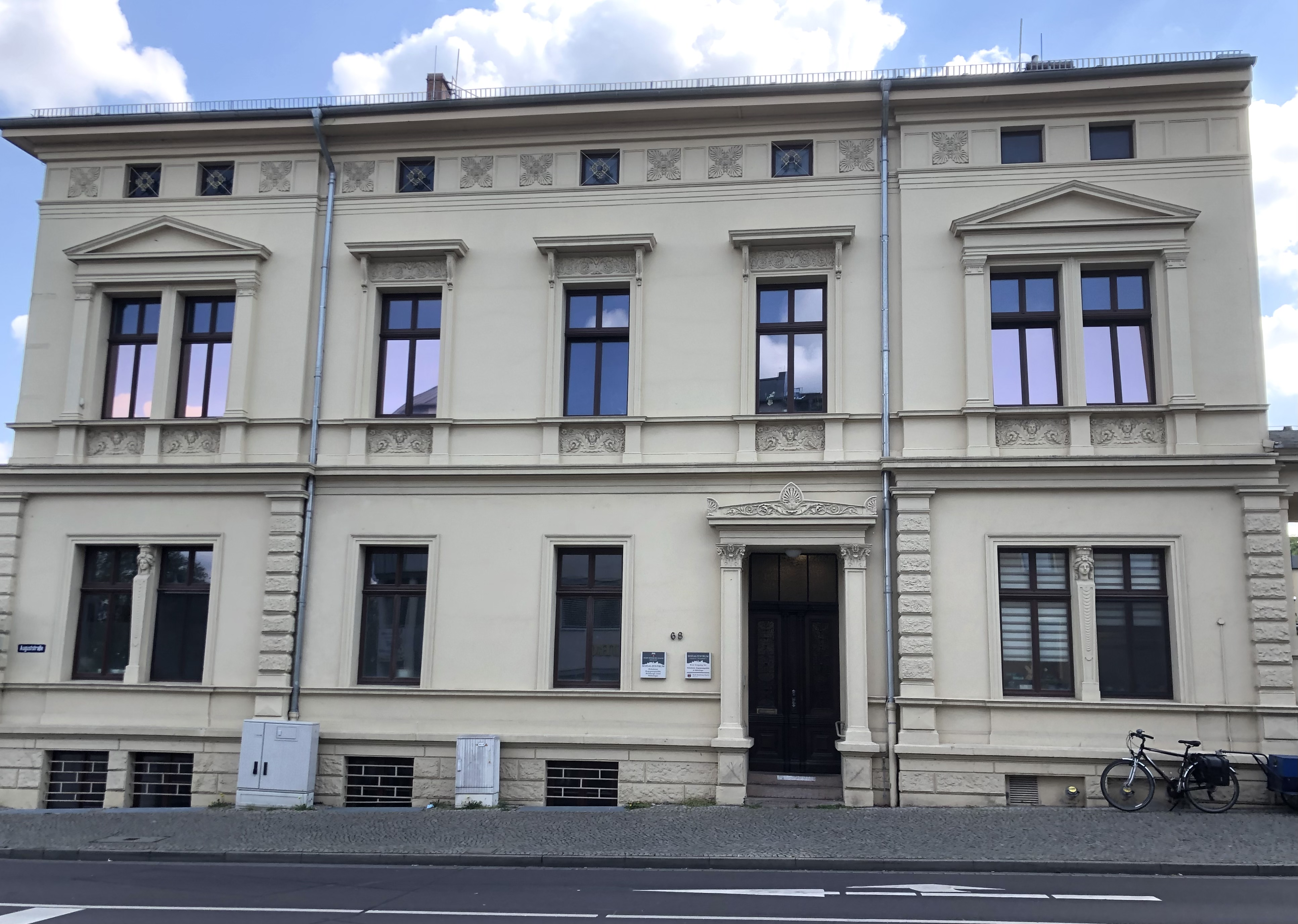
Nordseite zur Auguststraße

Das Hotel Kaiserhof ist ein denkmalgeschütztes ehemaliges Hotel in Bernburg in Sachsen-Anhalt.
Das Gebäude befindet sich im Gebiet der Stadterweiterung der Bernburger Bergstadt am östlichen Ende der Auguststraße auf deren südlicher Seite an der Adresse Auguststraße 68. Der Kaiserhof steht in einer markanten Ecklage zur östlich am Gebäude entlangführenden Bahnhofstraße. Östlich erstreckt sich die Freifläche vor dem Bernburg Hauptbahnhof.
Der repräsentativ gestaltete zweigeschossige Bau entstand in der zweiten Hälfte des 19. Jahrhunderts. In der Zeit um das Jahr 1900 gehörte das Hotel zu einem der renommiertesten Hotels der Bernburger Bergstadt. Aktuell (Stand 2022) ist es nicht als Hotel in Nutzung.
Im Denkmalverzeichnis für die Stadt Bernburg ist das Hotel unter der Erfassungsnummer 094 60611 als Baudenkmal eingetragen.